# Lothar Franz Marx
Lothar Franz Melchior Philipp Marx (auch Franz Marx; * 19. November 1764 in Mainz; † 22. Oktober 1831 in Frankfurt am Main) war ein deutscher römisch-katholischer Theologe.

## Leben
Marx absolvierte ein Gymnasium in Regensburg, wahrscheinlich das Jesuitengymnasium St. Paul, aus dem nach der Vereinigung mit dem Gymnasium poeticum das Alte Gymnasium entstand, das 1962 am neuen Standort zum Albertus-Magnus-Gymnasium Regensburg umbenannt wurde.
Bereits 1781 wurde er vom Kurfürsten von Mainz Friedrich Karl Joseph von Erthal zum Kanoniker an der Liebfrauenkirche in Frankfurt ernannt. An der Universität Mainz absolvierte er das Philosophiestudium, bevor er zum Theologiestudium an das Collegium Germanicum nach Rom ging. Seine Priesterweihe erfolgte am 22. Dezember 1787. Im Folgejahr wurde er sowohl zum Dr. phil. als auch zum Dr. theol. promoviert. 
Marx kam 1788 nach Frankfurt und trat sein Kanonikat am Liebfrauenstift an. Er wurde 1794 zum Scholaster gewählt und übte das Amt bis zur Säkularisation des Stiftes am 17. Oktober 1802 aus. Danach war er bis zu seinem Tod Kirchendirektor der Liebfrauenkirche. Zugleich hatte er die Aufsicht über das katholische Armenwesen der Stadt inne und war seit 1808 Mitglied der Spezialschulkommission für die katholischen Schulen in Frankfurt.

## Werke (Auswahl)
- Propositiones dogmatico-polemicae ex universa theologia. Rom 1787.
- Vertraute Briefe zweier Katholiken über den Ablaßstreit Dr. Martin Luther’s wider Dr. Joh. Tetzel. Andreä, Frankfurt am Main 1817.
- Anweisung für Kinder, welche zum ersten Male das hl. Altarssacrament empfangen., Andreä, Frankfurt am Main 1818.
- Katholisches Gebetbuch für gefühlvolle Kinder Gottes Andreä, Frankfurt am Main 1820.
- Sind die Vorschriften der römisch-katholischen Kirche in Ansehung des Verbotes, die hl. Schrift in der Landessprache zu lesen, mit Grund ärgerliche päpstliche Verordnungen zu nennen?, Andreä, Frankfurt am Main 1820.
- Katholisches Gebetbuch für erwachsene Christen. Andreä, Frankfurt am Main 1822.
- Ein Dutzend kurzer Lebensgeschichten hl. Bürger, Handelsleute und Wirthe. Andreä, Frankfurt am Main 1822.
- Katholisches Gebetbuch für gottesfürchtige Dienstbothen. Andreä, Frankfurt am Main 1823.
- Delectus precationum piarum pro devotione privata juvent. litterar. studiosae. Andreae, Frankfurt am Main 1824.
- Kurze Lebensgeschichten heilig gestorbener Büßer und Büßerinnen. Andreä, Frankfurt am Main 1826.
- Lebensgeschichten hl. Eheleute und Familien. Andreä, Frankfurt am Main 1827.
- Kurze Lebensgeschichte hl. Künstler und Handwerker. Andreä, Frankfurt am Main 1829.